# NGC 5914
NGC 5914 је спирална галаксија у сазвежђу Волар која се налази на NGC листи објеката дубоког неба.
Деклинација објекта је + 41° 51' 55" а ректасцензија 15h 18m 43,7s. Привидна величина (магнитуда) објекта NGC 5914 износи 14,4 а фотографска магнитуда 15,2. NGC 5914 је још познат и под ознакама NGC 5914A, MCG 7-31-55, CGCG 221-51, CGCG 222-1, PGC 54654.